# Футбол в Бутане
Футбол в Бутане имеет сравнительно короткую историю. Распространение в стране этот вид спорта получил в середине XX века, благодаря специалистам из Индии и Европы, добившись популярности только в последние годы после появления спутникового телевизионного вещания в стране. По прежнему национальным видом спорта в Бутане остаётся стрельба из лука. Первая футбольная лига была создана в конце 1980-х годов, но лишь в середине 1990-х годов, когда был создан официальный чемпионат Дивизион A, в стране практически не было зарегистрированного соревнования.
Однако, Дивизион A был национальной лигой лишь номинально, на самом деле это было соревнование команд, базирующихся в Тхимпху. Со временем, чемпионат вырос до его нынешнего трёхуровневого формата, но всё равно оставался турниром столичных команд, пока в 2012 году не была создана Национальная лига. Финансовые и транспортные проблемы привели к тому, что к командам из Тхимпху прибавились всего лишь три команды. На протяжении всей истории футбола в Бутане его клубы оставались на третьем уровне континентального соревнования в рамках Азиатской футбольной конфедерации (АФК), Кубка президента АФК, и чаще всего боролись только за участие в этом турнире. Даже в рамках своей региональной федерации, Федерации футбола Южной Азии (SAFF), команды Бутана признаны как одни из самых слабых.
Неудивительно, что долгое время национальная сборная оценивалась ФИФА как одна из худших в мире, лишь после 2014 года резко поднялся в рейтинге с 209-го места на 166-е. В то же время, в рейтинге Elo Бутан занимает лишь 49-е, предпоследнее место среди команд Азии (считая, в том числе, команды, не являющиеся членами ФИФА). Команда играет нерегулярно, в основном участвуя в чемпионате Южной Азии и квалификационных раундах Кубка вызова АФК. Чемпионат мира по футболу 2018 года стал первой попыткой Бутана квалифицироваться на главный футбольный турнир мира.

## Система лиг
Система футбольных лиг Бутана состоит из четырёх уровней: Национальная лига, Дивизион А, Дивизион B и Дивизион C.
| Уровень | Лига/Дивизионы | Лига/Дивизионы | Лига/Дивизионы | Лига/Дивизионы | Лига/Дивизионы | Лига/Дивизионы | Лига/Дивизионы                                                                        |
| ------- | --- | --- | --- | --- | --- | --- | ------------------------------------------------------------------------------------- |
| 1       | Бутанская национальная лига (Национальная лига Бутанского банка) 6 (с 2012/13) клубов | Бутанская национальная лига (Национальная лига Бутанского банка) 6 (с 2012/13) клубов | Бутанская национальная лига (Национальная лига Бутанского банка) 6 (с 2012/13) клубов | Бутанская национальная лига (Национальная лига Бутанского банка) 6 (с 2012/13) клубов | Бутанская национальная лига (Национальная лига Бутанского банка) 6 (с 2012/13) клубов | Бутанская национальная лига (Национальная лига Бутанского банка) 6 (с 2012/13) клубов | Бутанская национальная лига (Национальная лига Бутанского банка) 6 (с 2012/13) клубов |
| 2       | Премьер-лига Тхимпху/Дивизион А (Янмар Премьер-лига Тхимпху) 8 клубов Лучшие четыре клуба претендуют на место в Национальной лиге Худший клуб играет переходные матчи с лучшим клубом Дивизиона B | Премьер-лига Тхимпху/Дивизион А (Янмар Премьер-лига Тхимпху) 8 клубов Лучшие четыре клуба претендуют на место в Национальной лиге Худший клуб играет переходные матчи с лучшим клубом Дивизиона B | Премьер-лига Тхимпху/Дивизион А (Янмар Премьер-лига Тхимпху) 8 клубов Лучшие четыре клуба претендуют на место в Национальной лиге Худший клуб играет переходные матчи с лучшим клубом Дивизиона B | Премьер-лига Тхимпху/Дивизион А (Янмар Премьер-лига Тхимпху) 8 клубов Лучшие четыре клуба претендуют на место в Национальной лиге Худший клуб играет переходные матчи с лучшим клубом Дивизиона B | Премьер-лига Тхимпху/Дивизион А (Янмар Премьер-лига Тхимпху) 8 клубов Лучшие четыре клуба претендуют на место в Национальной лиге Худший клуб играет переходные матчи с лучшим клубом Дивизиона B | Премьер-лига Тхимпху/Дивизион А (Янмар Премьер-лига Тхимпху) 8 клубов Лучшие четыре клуба претендуют на место в Национальной лиге Худший клуб играет переходные матчи с лучшим клубом Дивизиона B |                                                                                       |
| 3       | Дивизион B 10 клубов Лучший клуб играет переходные матчи с худшим клубом Дивизиона A | Дивизион B 10 клубов Лучший клуб играет переходные матчи с худшим клубом Дивизиона A | Дивизион B 10 клубов Лучший клуб играет переходные матчи с худшим клубом Дивизиона A | Дивизион B 10 клубов Лучший клуб играет переходные матчи с худшим клубом Дивизиона A | Дивизион B 10 клубов Лучший клуб играет переходные матчи с худшим клубом Дивизиона A | Дивизион B 10 клубов Лучший клуб играет переходные матчи с худшим клубом Дивизиона A |                                                                                       |
| 4       | Дивизион C 9 клубов После кругового турнира в группах в плей-офф определяются групповые победители. Оба финалиста получают право выступать в Дивизионе B                                          | Дивизион C 9 клубов После кругового турнира в группах в плей-офф определяются групповые победители. Оба финалиста получают право выступать в Дивизионе B                                          | Дивизион C 9 клубов После кругового турнира в группах в плей-офф определяются групповые победители. Оба финалиста получают право выступать в Дивизионе B                                          | Дивизион C 9 клубов После кругового турнира в группах в плей-офф определяются групповые победители. Оба финалиста получают право выступать в Дивизионе B                                          | Дивизион C 9 клубов После кругового турнира в группах в плей-офф определяются групповые победители. Оба финалиста получают право выступать в Дивизионе B                                          | Дивизион C 9 клубов После кругового турнира в группах в плей-офф определяются групповые победители. Оба финалиста получают право выступать в Дивизионе B                                          |                                                                                       |

### Национальная лига
Национальная лига — высший уровень клубного футбола в Бутане. Основанная в 2012 году, она заменила существовавший ранее Дивизион А, в котором играли исключительно команды из Тхимпху. В настоящее время лига состоит из столичных клубах, до этого игравших в Дивизион А, и ряда региональных клубов. Команды играют друг с другом дома и в гостях, за победу присуждается три очка, за ничью — одно. Команда набравшая наибольшее количество очков становится национальным чемпионом и получает право представлять Бутан в Кубке президента АФК.

### Дивизион А
До создания Национальной лиги Дивизион А был высшим уровнем футбола в Бутане и определял чемпиона страны, получавшего право сыграть в Кубке президента АФК. В то же время Дивизион А, имея статус национального турнира был по существу лигой одного города, столицы Тхимпху. Начиная с 2012 года Дивизион А стал вторым после Национальной лиги уровнем клубного футбола Бутана. Лучшие четыре команды претендуют на право выступать в национальной лиги, две худшие отчисляются в Дивизион B.